# 素敵50%OFF
素敵50%OFF（すてきごじっパーセントオフ）は、1987年4月6日から1990年4月6日まで東海ラジオ放送の制作により放送されていたラジオ番組。
放送時間は月曜日から金曜日までの毎日23:20 - 23:30（帯番組）。本項では当番組のパーソナリティであった渡辺 悦代（わたなべ えつよ）についても説明。

## 概要
毎日10分間、パーソナリティ・渡辺悦代のトークとお便りや相談事などの紹介、コーナーなどで構成されていた。「50%OFF」というタイトルは、ディレクターによると、渡辺のトークのスタイルがまだまだ完成されていないからという意味があったからともいう。最初、一番の人気コーナーと言われていたのは「Etsuyoの新しい食べ物」コーナーで、このコーナーではリスナーが提案して来た奇抜なアイデアの食べ物に挑戦していた。トマトジュースでカップラーメンを作ったり、牛乳の中に梅干しを入れて食べたりなどしていたが、その中でも最悪だったという食べ物は、凍らせた豆腐に蜂蜜をかけた“デザート”だったということで、見た目はおいしそうだったが結局一口も食べられずに終わった。コーナーは他に「川柳コーナー」があり、各コーナーがある日以外は特に決まった形は無かった。
この他、お便りや相談事紹介などの合間のトークの時に、下ネタも含むドッキリ発言が時々あった事もあり、雑誌『月刊ラジオパラダイス』においては渡辺が「近頃『タメゴロー語録』を賑わしている」として「新タメゴロー娘」と紹介されたことがあった。
「リスナーの集い」が行われたことがあり、1988年12月17日に東海ラジオ第1スタジオにてリスナー137人を集めて行われたその第2回目は、映画試写会の後に「ゴキブリ仮装コンテスト」を開催。当時あるハガキが元でゴキブリの話題で盛り上がったことから行われた企画だった。
この番組のオープニングテーマ及びエンディングテーマとして流れていた曲は、THE SQUARE（現・T-SQUARE）の曲『CHOU CHOW』（安藤まさひろ作曲、アルバム『MAGIC』収録曲）。

## パーソナリティ・渡辺悦代
当番組のパーソナリティを3年間一貫して務めていた渡辺 悦代（わたなべ えつよ　1963年11月28日 - ）は愛知県豊橋市出身。趣味はカラオケ、特技はどこでも寝られること、好物は寿司（1987年当時のプロフィールより）。生まれついてのおしゃべりで、マイクを持つのが根っから大好きだったということで、大学生時代は放送サークルに所属。その後ラジオたんぱ（現・日経ラジオ社）で仕事をした後、オーディションを経て放送界入り。1987年の時点では、普段着は黄色い服やジーンズが多かったという。
1989年5月3日に長野県飯山市で行われた『ミス菜の花コンテスト』に、新聞で募集告知を見たのがきっかけで応募。25人の本選出場者に選ばれ、本選会場には名古屋近辺や東京近辺などから、リスナーの印として右手親指に絆創膏を貼って10数人のリスナーが応援に集結。渡辺は黄色のTシャツに黄色のホットパンツという格好で出場、自己紹介から『素敵50%OFF』の宣伝、審査員に逆質問もするというアピールを見せた。結果、ミスには選ばれなかったが特別賞を受賞した。
2017年、渡辺本人からmixiにて近況報告があり、この時点ではニューヨークに住んでいるとのことである。